# Jona Aigouy
Jona Aigouy (19 de abril de 1999) es una deportista de Francia que compite en atletismo. Ganó una medalla de plata en el Campeonato Europeo de Atletismo por Equipos de 2021, en la prueba de lanzamiento de jabalina.